# Aveiro (zespół metropolitalny)
Wielki Zespół Metropolitalny Aveiro (port. Grande Área Metropolitana de Aveiro) – pomocnicza jednostka administracji samorządowej. W skład zespołu wchodzi 11 gmin.
| Gmina              | Populacja | Powierzchnia | Gęstość |
| ------------------ | --------- | ------------ | ------- |
| Águeda             | 49 041    | 333,50       | 147,05  |
| Albergaria-a-Velha | 24 638    | 155,98       | 157,96  |
| Anadia             | 31 546    | 217,13       | 145,29  |
| Aveiro             | 73 335    | 199,77       | 367,10  |
| Estarreja          | 28 183    | 108,11       | 260,69  |
| Ílhavo             | 37 209    | 75,05        | 495,79  |
| Murtosa            | 9 458     | 73,65        | 128,42  |
| Oliveira do Bairro | 21 164    | 87,28        | 242,48  |
| Ovar               | 55 198    | 149,88       | 368,28  |
| Sever do Vouga     | 13 186    | 129,85       | 101,55  |
| Vagos              | 22 017    | 165,29       | 133,20  |